# Seznam kapitanov Slovenske vojske
Seznam kapitanov Slovenske vojske. (čin adekvaten brigadirju)

## Seznam
- Ljubomir Kranjc (kapitan bojne ladje?)
- Ljubo Poles (kapitan bojne ladje?)

- Anton Žabkar (1993), prvi kapitan Slovenske vojske[1]
- Boris Geršak (27. oktober 2023)[2]